# Dardo Acuña
Dardo Acuña Aturaola (Montevideo, 4 de diciembre de 1929 - 10 de diciembre del 2020) fue un futbolista uruguayo que jugó en la posición de defensa y también de half o mediocampista de contención entre 1948 y 1960. Fue campeón con Sporting Cristal en 1956, primer título en la historia del club rimense.

## Trayectoria
En 1948, inició su carrera deportiva en el Nacional de Montevideo donde tuvo un nivel de juego destacado. Debido a sus cualidades y marca efectiva se trasladó al Dorado colombiano en 1950, como lo hacían los grandes jugadores de la época, siendo en el Cúcuta Deportivo donde jugó por tres años. En 1953, jugó en el AS Cannes de Francia por dos temporadas hasta 1954.
En 1956 llegó a Perú para jugar por Sporting Cristal donde obtendría el título nacional al lado de otros destacados jugadores uruguayos como Antonio Sacco y Carlos Zunino. En el equipo cervecero jugó por dos temporadas alternando en el mediocampo. 
En 1958 jugó en el Mariscal Castilla, y se retiró en 1960 en Ciclista Lima.
Luego de colgar los botines, se quedó a radicar en Perú, donde realizó el resto de su vida, por lo que se sabe tuvo dos hijos peruanos, uno de ellos llegó a ser futbolista.

## Clubes
- Nacional: 1948 - 1949
- Deportivo Cúcuta: 1950 - 1952
- Francia  AS Cannes: 1953 - 1954
- Nacional: 1954 - 1955
- Sporting Cristal: 1956 - 1957
- Mariscal Castilla: 1958 - 1959
- Ciclista Lima: 1960

## Títulos
- Sporting Cristal: 1956, 1961